# Sidney Highwood
Sidney William Highwood (ur. 30 grudnia 1896 w Marden, zm. 1975) – angielski as myśliwski z czasów I wojny światowej. Osiągnął 16 zwycięstw powietrznych. Należał do zaszczytnego grona Balloon Buster.
Sidney William Highwood urodził się w Marden w Kencie. Służbę w Royal Flying Corps rozpoczął w 1917 roku. 20 maja 1918 roku został skierowany do działającej na terytorium Francji eskadry myśliwskiej No. 84 Squadron RAF. Pierwsze zwycięstwo odniósł 8 sierpnia 1918 nad niemieckim samolotem Fokker D.VII. Latając na samolocie S.E.5a do końca wojny zestrzelił 7 samolotów oraz 9 balonów obserwacyjnych. Był dwukrotnie odznaczony Distinguished Flying Cross.